# Platycypha
Platycypha là một chi chuồn chuồn kim chân Phi trong họ Chlorocyphidae.

## Các loài
Chi này gồm các loài sau:
- Platycypha amboniensis (Martin, 1915) - Montane Dancing-jewel[2]
- Platycypha auripes (Förster, 1906) - Golden Dancing-jewel[3]
- Platycypha caligata (Selys, 1853) - Dancing Jewel[4]
- Platycypha eliseva Dijkstra, 2008
- Platycypha fitzsimonsi Pinhey, 1950 - Boulder Jewel[4]
- Platycypha inyangae Pinhey, 1958
- Platycypha lacustris (Förster, 1914)
- Platycypha picta (Pinhey, 1962)
- Platycypha pinheyi Fraser, 1950
- Platycypha rufitibia (Pinhey, 1961) - Red-booted Jewel[5]